# Бетгорон

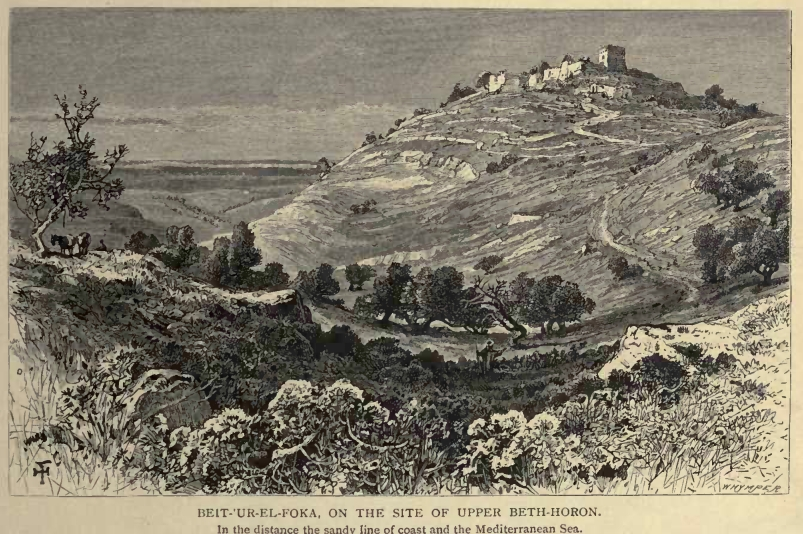
Верхній Бетгорон, малюнок 1880 року

Бетгорон (букв. Дім Горона) — стародавнє біблійне місто, що розташовувалось на шляху Гаваон-Аялон.

## Етимологія
Назва Бетгорон походить від імені єгипетсько-ханаанського бога Горона, що зустрічався в Угаритській літературі.

## Історія
Відповідно до Першої Хроніки, Нижній Бетгорон був збудований Широю, дочкою Беріаха, сина Ефраїма. З єгипетських джерел можна зрозуміти, що Бетгорон був одним із міст, завойованих Шешонком I за часів правління Ровоама.
Ізраїльське село Бейт-Горон було засновано 1977 року у тій же місцевості. Сучасний автошлях 443 проходить частиною стародавньої дороги, що поєднувала Гаваон та Аялон.

## Археологія
Археологи з'ясували, що нижнє місто було збудовано раніше за верхнє. У нижній частині міста було знайдено рештки гончарних виробів, що датуються пізньою Бронзовою добою, натомість знахідки з верхнього міста датуються вже Залізною добою.